# 关帝楼
关帝楼，位于山西省临汾市襄汾县陶寺乡陶寺村。

## 历史
关帝楼建于元大德五年（1301年），两年后毁于大地震，至正二十六年（1366年）修复。

## 建筑
关帝楼高15米，三重檐歇山顶。

## 保护
2004年6月10日，关帝楼由山西省人民政府公布为第四批山西省文物保护单位，编号4-94。